# 勝元良
勝 元良（かつ もとよし）は、江戸時代後期の旗本。物部氏族勝家の『寛政重修諸家譜』編纂時点での当主。
養父は勝曹淓。実父は青木長国。勝海舟の母方祖父で、幕末の大奥御年寄である瀧山の叔父でもある。

## 生涯
青木正寛を家祖とする武田氏族大井氏系青木家の当主で、後に大番組頭を勤めた青木長国（左京）と、鉄砲玉薬同心の御家人から旗本および広敷番頭となった勝命雅の次女との三男とされる。実兄に青木満真（甚平）と大岡義方がいる。
天明3年（1783年）、数え17歳の時に母方叔父である勝曹淓（安五郎）の婿養子として勝家を相続する。ちなみに、17歳は末期養子を迎えることができる下限であり、次兄の大岡義方は寛政6年（1794年）5月15日の初御目見え時に27歳と届けている。
寛政4年（1792年）9月に徳川家斉へ初御目見する。その後、的を射て時服を賜る。
末期養子として男谷家より勝小吉が勝家を相続する。